# Пак Содам
Пак Содам (кор. 박소담; род. 8 сентября 1991) — южнокорейская актриса. Получила широкое признание в 2015 году за роль одержимой демоном школьницы в фильме «Чёрные священники» и за роль Ын Хавон в телесериале «Золушка и четыре рыцаря». На международном уровне наиболее известна ролью Ким Киджон в корейском комедийном триллере 2019 года «Паразиты», получившем Золотую пальмовую ветвь Каннского кинофестиваля 2019 года и премию «Оскар» за Лучший фильм.

## Карьера
Пак Содам заинтересовалась актёрским мастерством в старших классах после просмотра мюзикла «Бриолин». Во время учёбы в университете Пак начала свою карьеру, обратившись к независимым фильмам после того, как была отвергнута примерно на семнадцати прослушиваниях. Как частая актриса независимого кино, Содам снялась в фильме академии киноискусств «Ингтуги: Битва интернет-троллей» и инди-фильме «Обжигающий холод зимы», премьера которого состоялась на Международном кинофестивале в Пусане. Содам также приняла участие в фильмах «Невинная Скарлетт» и «Королевский портной».
Содам ворвалась в мейнстрим в 2015 году, произведя сильное впечатление своей игрой в фильме «Школа Кёнсон: Пропавшие без вести», принесший ей победу в номинации «Лучшая актриса второго плана» на премии кинокритиков Пусана. Затем она снялась в кассовых хитах «Ветеран» и «Садо». За роль одержимой старшеклассницы в фильме «Чёрные священники» Содам получила признание критиков.
Пак также снялась в телесериалах. В 2016 году она сыграла главную роль в медицинском сериале «Блестящий ум» и романтическом комедийном сериале «Золушка и четыре рыцаря».
В 2019 году Содам получила роль в чёрной комедии Пон Джун Хо «Паразиты». Фильм получил международное признание критиков и имел кассовый успех в Республике Корея. Пак Содам получила признание за роль хитрой младшей дочери и стала известна своей «Джессикой Джингл».
В 2020 году Содам снялась в молодёжной дораме «Записки юности» в качестве начинающего визажиста.

## Личная жизнь
13 декабря 2021 года стало известно, что Пак Содам диагностировали папиллярный рак щитовидной железы во время регулярного медицинского осмотра и что она перенесла операцию.

## Фильмография
| Год  |     | Русское название                  | Оригинальное название                 | Роль                     |
| ---- | --- | --------------------------------- | ------------------------------------- | ------------------------ |
| 2004 | ф   | Повелитель призраков              | Shin angyo onshi                      | Мари                     |
| 2013 | ф   |                                   | Moshi Monsters: The Movie             | Поппет (голос)           |
| 2014 | ф   | Один за другим                    | Ildaeil                               | девушка по доставке кофе |
| 2014 | ф   | Мадам Пэндок                      | Madam ppang-deok                      | друг Джуни в клубе       |
| 2014 | кор | Неизбежность                      | Inevitable                            | Ми Ён Ли                 |
| 2015 | ф   |                                   | Seol-haeng noon-gil-eul geod-da       | Мария                    |
| 2015 | ф   | Школа Кёнсон: Пропавшие без вести | Gyeongseonghakyoo: Sarajin sonyeodeul | Yeon-duk                 |
| 2015 | ф   | Ветеран                           | Beterang                              |                          |
| 2015 | ф   | Садо                              | Sado                                  | Леди Мун                 |
| 2015 | кор |                                   | Okutopasu                             | Силвеон (голос)          |
| 2015 | с   | Потому что это в первый раз       | Because It's the First Time           | Хан Сун И                |
| 2015 | ф   | Чёрные священники                 | Geomeun sajedeul                      | Ёнсин                    |
| 2016 | кор |                                   | The Vampire Lives in Our Next Door    |                          |
| 2016 | с   | Лабиринты разума                  | Byutipul Maindeu                      | Хе Чжин Сон              |
| 2016 | ф   | Государственный представитель 2   | Take Off 2                            | Ли Джи Хе                |
| 2016 | с   | Четыре принца для золушки         | Cinderellawa Ne Myungui Gisa          | Инь Ха Вон               |
| 2018 | ф   |                                   | Shimajiro and the Rainbow Oasis       | Дана Пэ                  |
| 2018 | ф   | Неудачник                         | The Underdog                          | Бами (голос)             |
| 2018 | ф   |                                   | Joh-eun-nal                           |                          |
| 2019 | ф   | Фукуока                           | 후쿠오카/Hukuoka                      | Содам                    |
| 2019 | ф   | Паразиты                          | Gisaengchung                          | Кижжон                   |
| 2019 | ф   |                                   | Wooparoo Adventure                    | Кён Чан                  |
| 2019 | ф   |                                   | Bakugan: Battle Force                 | Пак Хёнжжун              |
| 2020 | с   | Записки юности                    | 청춘기록/Chungchungirok               | Ан Чон Ха                |
| 2022 | ф   | Специальная доставка              | 특송/Teuksong                         | Ынха                     |
| 2023 | с   | Игра смерти                       | Ijae, got jukseumnida                 | Смерть                   |

## Награды и номинации
| Награды и номинации                    | Награды и номинации | Награды и номинации                     | Награды и номинации                                 | Награды и номинации |
| Награда                                | Год                 | Категория                               | Фильм                                               | Итог                |
| -------------------------------------- | ------------------- | --------------------------------------- | --------------------------------------------------- | ------------------- |
| Голубой дракон                         | 2015                | Лучшая новая актриса                    | Школа Кёнсон: Пропавшие без вести                   | Номинация           |
| Busan Film Critics Awards              | 2015                | Лучшая новая актриса                    | Школа Кёнсон: Пропавшие без вести                   | Победа              |
| Cine21                                 | 2015                | Лучшая новая актриса года               | Школа Кёнсон: Пропавшие без вести Чёрные священники | Победа              |
| Большой колокол                        | 2015                | Лучшая новая актриса                    | Школа Кёнсон: Пропавшие без вести                   | Номинация           |
| Korean Film Actor’s Association Awards | 2015                |                                         | Чёрные священники                                   | Победа              |
| Women in Film Korea Festival           | 2015                | Лучшая новая актриса                    | Чёрные священники                                   | Победа              |
| APAN Star Awards                       | 2016                | Лучшая новая актриса                    | Четыре принца для золушки                           | Номинация           |
| Азиатская кинопремия                   | 2016                | Лучшая женская роль второго плана       | Чёрные священники                                   | Номинация           |
| Голубой дракон                         | 2016                | Лучшая женская роль второго плана       | Чёрные священники                                   | Победа              |
| Buil Film Awards                       | 2016                | Лучшая женская роль второго плана       | Чёрные священники                                   | Победа              |
| Buil Film Awards                       | 2016                | Лучшая новая актриса                    | Чёрные священники                                   | Номинация           |
| Baeksang Arts Awards                   | 2016                | Лучшая новая актриса                    | Чёрные священники                                   | Победа              |
| Baeksang Arts Awards                   | 2016                | Лучшая новая актриса                    | Потому что это в первый раз                         | Номинация           |
| Chunsa Film Art Awards                 | 2016                | Лучшая новая актриса                    | Чёрные священники                                   | Победа              |
| KOFRA Film Awards                      | 2016                | Лучшая новая актриса                    | Чёрные священники                                   | Победа              |
| Max Movie Awards                       | 2016                | Лучшая новая актриса                    | Чёрные священники                                   | Победа              |
| Max Movie Awards                       | 2016                | Премия «Восходящая звезда»              |                                                     | Победа              |
| Max Movie Awards                       | 2016                | Лучшая женская роль второго плана       | Чёрные священники                                   | Номинация           |
| Голубой дракон                         | 2019                | Лучшая женская роль второго плана       | Паразиты                                            | Номинация           |
| Awards Circuit Community Awards        | 2020                | Лучшая женская роль второго плана       | Паразиты                                            | Номинация           |
| Baeksang Arts Awards                   | 2020                | Лучшая женская роль второго плана       | Паразиты                                            | Номинация           |
| CinEuphoria Awards                     | 2020                | Лучший ансамбль — Международный конкурс | Паразиты                                            | Победа              |
| Gold Derby                             | 2020                | Актёрский ансамбль                      | Паразиты                                            | Победа              |
| Gold Derby                             | 2020                | Ансамбль десятилетия                    | Паразиты                                            | Победа              |
| IndieWire Critics Poll                 | 2020                | Лучшая женская роль второго плана       | Паразиты                                            | Номинация           |
| Online Film & Television Association   | 2020                | Лучший ансамбль                         | Паразиты                                            | Победа              |
| Премия Гильдии киноактёров США         | 2020                | Лучший актёрский состав в игровом кино  | Паразиты                                            | Победа              |
| Baeksang Arts Awards                   | 2022                | Лучшая актриса                          | Специальная доставка                                | Номинация           |